# Kirgistan na Letnich Igrzyskach Olimpijskich 2020
Kirgistan na Letnich Igrzyskach Olimpijskich 2020 reprezentowało szesnaścioro zawodników : jedenastu mężczyzn i pięć kobiet. Był to siódmy start reprezentacji Kirgistanu na letnich igrzyskach olimpijskich.

## Zdobyte medale[3]
| Medal  | Zawodnik             | Dyscyplina | Konkurencja                               | Rezultat                                                              | Data       |
| ------ | -------------------- | ---------- | ----------------------------------------- | --------------------------------------------------------------------- | ---------- |
| Srebro | Akdżoł Machmudow     | Zapasy     | katgoria do 77 kg mężczyzn styl klasyczny | W finale uległ reprezentantowi Węgier Tamásowi Lőrincz                | 3 sierpnia |
| Srebro | Ajsułuu Tynybekowa   | Zapasy     | kategoria do 62 kg kobiet styl wolny      | W finale uległa reprezentantce Japonii Yukako Kawai                   | 4 sierpnia |
| Brąz   | Meerim Dżumanazarowa | Zapasy     | kategoria do 68 kg kobiet styl wolny      | W pojedynku o brązowy medal pokonała reprezentantkę Mongolii Batceceg | 3 sierpnia |

## Skład kadry

### Judo
| Zawodnik        | Konkurencja | 1/16                | 1/8                 | Ćwierćfinał         | Półfinał            | Repasaże            | Finał / 3.miejsce   | Finał / 3.miejsce | Źródła |
| Zawodnik        | Konkurencja | Przeciwniczka Wynik | Przeciwniczka Wynik | Przeciwniczka Wynik | Przeciwniczka Wynik | Przeciwniczka Wynik | Przeciwniczka Wynik | Pozycja           | Źródła |
| --------------- | ----------- | ------------------- | ------------------- | ------------------- | ------------------- | ------------------- | ------------------- | ----------------- | ------ |
| Vladimir Zoloev | -81 kg (m)  | Chubiecow P 00-10   | NQ                  | NQ                  | NQ                  | NQ                  | NQ                  | 17.               | [ 4 ]  |

### Lekkoatletyka
| Zawodnik              | Konkurencja | Eliminacje | Eliminacje | Półfinał | Półfinał | Finał   | Finał   | Źródło |
| Zawodnik              | Konkurencja | Wynik      | Miejsce    | Wynik    | Miejsce  | Wynik   | Miejsce | Źródło |
| --------------------- | ----------- | ---------- | ---------- | -------- | -------- | ------- | ------- | ------ |
| Nursultan Keneshbekov | 5 000 m (m) | 14:07,79   | 18.        | N/A      | N/A      | NQ      | NQ      | [ 5 ]  |
| Darja Masłowa         | maraton (k) | N/A        | N/A        | N/A      | N/A      | 2:35:35 | 36.     | [ 6 ]  |

### Pływanie
| Zawodnik          | Konkurencja          | Eliminacje | Eliminacje | Półfinał | Półfinał | Finał | Finał   | Źródło |
| Zawodnik          | Konkurencja          | Czas       | Miejsce    | Czas     | Miejsce  | Czas  | Miejsce | Źródło |
| ----------------- | -------------------- | ---------- | ---------- | -------- | -------- | ----- | ------- | ------ |
| Dienis Pietraszow | 100 m klasycznym (m) | 1:00,23    | 27.        | NQ       | NQ       | NQ    | NQ      | [ 7 ]  |
| Dienis Pietraszow | 200 m klasycznym (m) | 2:10,07    | 18.        | NQ       | NQ       | NQ    | NQ      | [ 8 ]  |

### Podnoszenie ciężarów
| Zawodnik             | Konkurencja     | Rwanie | Rwanie  | Podrzut | Podrzut | Razem  | Pozycja | Źródło |
| Zawodnik             | Konkurencja     | Wynik  | Pozycja | Wynik   | Pozycja | Razem  | Pozycja | Źródło |
| -------------------- | --------------- | ------ | ------- | ------- | ------- | ------ | ------- | ------ |
| Bekdoołot Rasułbekow | -96 kg mężczyzn | 166 kg | 8.      | 208 kg  | 4.      | 374 kg | 6.      | [ 9 ]  |

### Strzelectwo
| Zawodnik                 | Konkurencja              | Kwalifikacje | Kwalifikacje | Finał | Finał   | Źródło |
| Zawodnik                 | Konkurencja              | Wynik        | Pozycja      | Wynik | Pozycja | Źródło |
| ------------------------ | ------------------------ | ------------ | ------------ | ----- | ------- | ------ |
| Kanykiej Kubanyczbiekowa | karabin pneumatyczny (k) | 612,8        | 48.          | NQ    | NQ      | [ 10 ] |

### Szermierka
| Zawodnik     | Konkurencja              | 1/32              | 1/16             | 1/8              | Ćwierćfinały     | Półfinały        | Finał/o 3. miejsce | Finał/o 3. miejsce | Źródło |
| Zawodnik     | Konkurencja              | Przeciwnik Wynik  | Przeciwnik Wynik | Przeciwnik Wynik | Przeciwnik Wynik | Przeciwnik Wynik | Przeciwnik Wynik   | Pozycja            | Źródło |
| ------------ | ------------------------ | ----------------- | ---------------- | ---------------- | ---------------- | ---------------- | ------------------ | ------------------ | ------ |
| Roman Petrov | szpada indywidualnie (m) | Ma Se-geon W 15-7 | Yamada P 13-15   | NQ               | NQ               | NQ               | NQ                 | 32.                | [ 11 ] |

### Zapasy
| Zawodnik              | Konkurencja                    | 1/16             | 1/8              | Ćwierćfinał      | Półfinał         | Repesaż 1        | Finał            | Finał   | Źródło |
| Zawodnik              | Konkurencja                    | Przeciwnik Wynik | Przeciwnik Wynik | Przeciwnik Wynik | Przeciwnik Wynik | Przeciwnik Wynik | Przeciwnik Wynik | Pozycja | Źródło |
| --------------------- | ------------------------------ | ---------------- | ---------------- | ---------------- | ---------------- | ---------------- | ---------------- | ------- | ------ |
| Żołaman Szarszenbekow | -60 kg mężczyzn styl klasyczny | N/A              | Ajnagułow W 7-0  | Ciobanu P 0-9    | NQ               | NQ               | NQ               | 7.      | [ 12 ] |
| Akdżoł Machmudow      | -77 kg mężczyzn styl klasyczny | N/A              | Maafi W 1-1      | Hüseynov W 9-1   | Czalian W 6-2    | N/A              | Lőrincz P 1-2    | srebro  | [ 13 ] |
| Atabek Azisbekow      | -87 kg mężczyzn styl klasyczny | N/A              | Lőrincz P 1-6    | NQ               | NQ               | Kudla P 2-9      | NQ               | 10.     | [ 14 ] |
| Üzür Dżuzupbekow      | -97 kg mężczyzn styl klasyczny | N/A              | Aleksanian P 1-4 | NQ               | NQ               | Savolainen P 1-4 | NQ               | 10.     | [ 15 ] |
| Ernazar Akmatalijew   | -65 kg mężczyzn styl wolny     | N/A              | Kumar P 3-3      | NQ               | NQ               | NQ               | NQ               | 12.     | [ 16 ] |
| Ajaał Łazariew        | -125 kg mężczyzn styl wolny    | N/A              | Steveson P 0-10  | NQ               | NQ               | Akgül P 0-4      | NQ               | 16.     | [ 17 ] |
| Ajsułuu Tynybekowa    | -62 kg kobiet styl wolny       | N/A              | Grigorjeva W 8-0 | Incze W 6-0      | Koladenko W 0-10 | N/A              | Kawai P 3-4      | srebro  | [ 18 ] |
| Meerim Dżumanazarowa  | -68 kg kobiet styl wolny       | N/A              | Christowa W 7-5  | Oborududu P 2-3  | NQ               | Manołowa W 4-1   | Batceceg W 10-1  | brąz    | [ 19 ] |
| Ajperi Medet kyzy     | -76 kg kobiet styl wolny       | N/A              | Syzdykowa W 8-1  | Worobjowa W 12-0 | Gray P 2-3       | N/A              | Adar P 0-4       | 5.      | [ 20 ] |